# 마츠마루 유키
마쓰마루 유키(일본어: 松丸 友紀, 1981년 5월 13일~)는 일본 텔레비전 방송국 TV 도쿄의 여자 아나운서이다. 도쿄도 출신으로 2004년에 입사하였다.